# Pentanisia angustifolia
Pentanisia angustifolia là một loài thực vật có hoa trong họ Thiến thảo. Loài này được (Hochst.) Hochst. mô tả khoa học đầu tiên năm 1844.